# Sporobolus minor
Sporobolus minor är en gräsart som beskrevs av Carl Sigismund Kunth. Sporobolus minor ingår i släktet droppgräs, och familjen gräs. Inga underarter finns listade i Catalogue of Life.